# Њу Чапел Хил (Тексас)
Њу Чапел Хил (енгл. New Chapel Hill) град је у америчкој савезној држави Тексас. По попису становништва из 2010. у њему је живело 594 становника.

## Демографија
Према попису становништва из 2010. у граду је живело 594 становника, што је 41 (7,4%) становника више него 2000. године.
| Група             | 2000.       | 2010.       |
| Белци             | 530 (95,8%) | 521 (87,7%) |
| Афроамериканци    | 5 (0,9%)    | 12 (2,0%)   |
| Азијати           | 3 (0,5%)    | 3 (0,5%)    |
| Хиспаноамериканци | 13 (2,4%)   | 52 (8,8%)   |
| Укупно            | 553         | 594         |